# 张东凯
张东凯（1901年1月16日—1979年6月24日），原名书阁，字东凯，辽宁昌图人，国民革命军少将军长。

## 生平
1936年12月，国民政府授陆军骑兵上校。1939年8月，授陆军少将。
1947年6月任辽北省骑兵总指挥(新编骑兵第一军军长)，辖骑兵第一师(师长王华兴)、骑兵第二师(师长王永清)、骑兵第三师(师长李华堂)。